# Javier Alarcón
Javier Alarcón González (Ciudad de México, 3 de septiembre de 1969) es un periodista deportivo mexicano, conocido por haber sido director de Televisa Deportes. Actualmente trabaja para ESPN.

## Trayectoria

### Televisa
Inició su carrera periodística en Televisa en 1988, trabajando como reportero, conductor y narrador. En el 2000, es nombrado director editorial de Televisa Deportes, cargo que desempeñó por 15 años. Durante este tiempo crea el Noticiero Televisa Deportes, además de narrar y comentar partidos de la Liga Mexicana y de la Selección Mexicana. Además, cubrió eventos como la Copa del Mundo, Copa Oro, Copa América y Eurocopa, además de varios Juegos Olímpicos. Sale de la empresa en 2015.

### Imagen Televisión
En junio de 2016, Alarcón se incorpora a Grupo Imagen en el área de deportes, conduciendo la sección deportiva en el noticiero de Ciro Gómez Leyva, y el programa Adrenalina, e igualmente narra partidos del Querétaro. Durante este periodo participaría como invitado en el programa Tercer Grado Deportivo de su ex empresa, Televisa. 

### ESPN
El 11 de febrero de 2024, se hace oficial la llegada de Alarcón a la cadena ESPN, donde participa en el programa Futbol Picante. Durante los Juego Olímpicos París 2024, condujo el programa Joserra y Javier en París, al lado de quien fuera su principal competidor en TV Azteca durante su estancia en Televisa, José Ramón Fernández.